# José Sixto Verduzco
José Sixto Verduzco är en kommun i Mexiko.   Den ligger i delstaten Michoacán de Ocampo, i den centrala delen av landet, 270 km väster om huvudstaden Mexico City.
Följande samhällen finns i José Sixto Verduzco:
- Héroes de Chapultepec
- La Calera
- El Arco
- Tafolla
- Zapote de Parras
- Gildardo Magaña
- Lázaro Cárdenas
- Mezquite Gordo
- San Isidro Tierras Blancas
- Colonia Morelos
- Agua Caliente de San Sebastián